# Jean Pinsello
Jean Pinsello (Saint-Égrève, 8 de junio de 1953) es un deportista francés que compitió en ciclismo en la modalidad de pista. Ganó una medalla de bronce en el Campeonato Mundial de Ciclismo en Pista de 1975, en la prueba de medio fondo.

## Medallero internacional
| Campeonato Mundial | Campeonato Mundial | Campeonato Mundial | Campeonato Mundial |
| Año                | Lugar              | Medalla            | Competición        |
| ------------------ | ------------------ | ------------------ | ------------------ |
| 1975               | Rocourt (Bélgica)  | Medalla de bronce  | Medio fondo (A)    |